# آنتونیو اسکول
آنتونیو اسکول (انگلیسی: Antonio Scull؛ زادهٔ ۱۰ سپتامبر ۱۹۶۵) بازیکن بیسبال اهل کوبا بود.